# 威拉哈 (亞利桑那州)
威拉哈（英語：Willaha）是位於美國亞利桑那州可可尼諾縣的一個非建制地區。該地的面積和人口皆未知。

## 地理
威拉哈的座標為35°45′43″N 112°15′51″W / 35.76194°N 112.26417°W，而該地的平均海拔高度為1772米（即5814英尺）。